# Roger Langlais
Pour les articles homonymes, voir Langlais.
Roger Langlais était un essayiste et peintre français né à Paris le 5 janvier 1941 et mort le 10 septembre 2018 à Clichy.

## Biographie
Membre du groupe Spartacus aux côtés de Louis Janover et de Bernard Pécheur (1961-1963), il crée quelques années plus tard le groupe Pour une critique révolutionnaire (1968-1972), qui se réclame tout autant de Jules Bonnot, Nestor Makhno et Buenventura Durruti que des théories situationnistes et fait paraître diverses publications : Le Temps des cerises (1969), Fin de l’ère chrétienne (1970), Le Communisme et le parti de la survie planifiée (1971), Ni de votre mort ni de votre survie (1972).
En 1978, il fonde avec Bernard Pécheur la revue L'Assommoir, dont 7 numéros paraissent jusqu’en 1985. Quoique malmené dès le premier numéro de la revue (« La France stalinienne »), Claude Roy écrit dans Le Nouvel Observateur : « Depuis la disparition de L’Internationale situationniste, L’Assommoir  est la plus intelligente des revues radicales et la plus radicale des revues intelligentes. »
De 1976 à 1978, il contribue à la réédition d'écrits d'Émile Pouget, Albert Libertad, Émile Henry et Ernest Cœurderoy, ainsi qu'à celle de la revue belge Les Lèvres nues (1954-1958), de Marcel Mariën, à laquelle ont collaboré Guy Debord, Gil J Wolman et d'autres membres de l'Internationale lettriste.
Ami d’Ivan Chtcheglov (alias Gilles Ivain), de Gil J Wolman, du peintre et graveur Jacques Moreau (dit Le Maréchal) et de Marianne Tischler (alias Manina), en compagnie de laquelle il participe aux activités du groupe vénitien "AZ", Roger Langlais a exposé principalement à Paris (Galerie du Ranelagh, 1975 ; Galerie Michel Guillet, 2001, préface de Sarane Alexandrian), à Venise (Galleria Traghetto ; Galleria Meeting), à Padoue (Stevens Gallery) et à Copenhague (Galerie Unicorn II). Il a par ailleurs participé, en 1976, au 27e salon de la Jeune Peinture et, l'année suivante, au Grand-Palais, à la 88e exposition de la Société des artistes indépendants.
Il a réalisé quelques films, dont Du bon usage du chaos (inachevé) et San Sebastián de los Reyes, Madrid, 27 mars 1977, court métrage sur le premier meeting de la Confederación Nacional del Trabajo (C.N.T.) organisé dans l'Espagne post-franquiste.

### Famille
L’un de ses frères, Gaëtan M. Langlais (1935-1982), a appartenu à l’Internationale lettriste, aux côtés de Guy Debord, Gil J Wolman, Mohamed Dahou, Michèle Bernstein et Ivan Chtcheglov et collaboré à la revue Front noir (1963-1967), de Louis Janover, lequel a épousé leur sœur Monique.

## Œuvres
- La guerre d'Espagne dans un fauteuil, tract collectif du groupe Spartacus, Paris, 23 avril 1963.
- La fin du spectacle, Paris, Pour une critique révolutionnaire, mai 1968.
- Malgré l'inexistence de dieu, rien n'est permis, sérigraphie, 1968 (reprod. in A contretemps, no 40, mai 2011).
- Fin de l'ère chrétienne, Pour une critique révolutionnaire, Charenton, 1970.
- Triomphe de la marchandise, suite de collages et de peintures, 1966-1972 (Paris, Galerie du Ranelagh, catalogue, 1975).
- Le Père peinard - Émile Pouget, textes choisis et présentés par Roger Langlais, Paris, Éditions Galilée, 1976, notice BNF.
- Le Culte de la charogne et autres textes - Albert Libertad, choisis et présentés par Roger Langlais, Paris, Éditions Galilée, 1976, (OCLC 2876832), notice BNF.
  - Introduction, texte intégral.
- Coup pour coup - Émile Henry, textes établis par Roger Langlais, Paris, Éditions Plasma, 1977, (OCLC 78825918), notice BNF.
- San Sebastián de los Reyes, Madrid, 27 mars 1977, court métrage, 1977.
- Les Lèvres nues (1954-1958), Paris, Editions Plasma, 1978, fac-similé des 12 numéros parus, édition établie par Roger Langlais et Marcel Mariën.
- Souvenirs du Pays des Météores, 1982, suite de 12 images, édition hors commerce (Paris, 1991).
- Les Lapins du corridor, suite de 15 images, édition hors commerce (Paris, 1991).
- L'Eldorado des marsupiaux, recueil d'images et de collages, édition hors commerce (Paris, 1992).
- Hommage à Emile Pouget, 1995, A contretemps, no 9, Paris, septembre 2002.